# José de Nève
José de Nève (* 24. Juni 1933 in Engelberg; † 16. Dezember 2019 in Oberdorf, heimatberechtigt in Bottmingen) war ein Schweizer Glasmaler, Maler, Zeichner, Illustrator und Kunstpädagoge.

## Leben und Werk
José de Nève war ein Sohn des Wilhelm Louis Nève (1904–1987) und der Paulette, geborene Fédick (1898–1990). Die Familie zog 1930 aus dem Saarland nach Engelberg. Nève absolvierte in Engelberg eine Glasmalerlehre bei Albert Hinter (1876–1957) und besuchte die Kunstgewerbeschule Luzern. Als Hinter verstarb, führt er das Geschäft vorerst weiter.
1961 bezog er sein eigenes Atelierhaus in Oberdorf und unterrichtete als Werklehrer in Oberdorf und im Kollegium St. Fidelis in Stans als Zeichenlehrer. Als ersten grösseren Auftrag schuf Nève die Fenster für die Kirche in Kehrsiten. Später kamen Fenster für die Abdankungshalle des Stanser Friedhofs und für die Spitalkapelle des Kantonsspitals Nidwalden hinzu. Zudem schuf er Wandbilder, Vereinsfahnen und Sonnenuhren. Als Mitbegründer des Chäslagers Stans und engagierter Fasnächtler prägte er das kulturelle Dorfleben von Stans entscheidend mit. Das Nidwaldner Museum besitzt in seiner Sammlung über 40 Werke von Nève.
José de Nève war in erster Ehe mit der aus Liestal stammenden Künstlerin Anna Verena (* 1930), geborene Stöcklin, verheiratet. Zusammen hatten sie zwei Töchter. Eine davon war die Politwissenschaftlerin Dorothée de Nève.